# لودوگا، کالیفرنیا
لودوگا (به انگلیسی: Lodoga) یک منطقهٔ مسکونی در ایالات متحده آمریکا است که در شهرستان کولوزا، کالیفرنیا واقع شده‌است. لودوگا ۸٫۷۷۲ کیلومتر مربع مساحت و ۱۹۷ نفر جمعیت دارد و ۳۷۷ متر بالاتر از سطح دریا واقع شده‌است.